# Scoffi
Scoffi (in sloveno Škofi) è un paese della Slovenia, frazione del comune di Comeno.
La località è situata sul Carso a 214.3 metri s.l.m. ed a 1,9 kilometri dal confine italiano.
Sotto il dominio asburgico Scoffi era una frazione del comune di Boriano.
Durante la prima guerra mondiale era parte delle retrovie della linea difensiva austriaca del Fronte dell’Isonzo.  Seppur non direttamente coinvolto nelle battaglie,  il paese venne prima sfollato e poi occupato dalle truppe austro-ungariche.